# هیلگرمیسن
هیلگرمیسن (به آلمانی: Hilgermissen) یک شهر در آلمان است که در Grafschaft Hoya واقع شده‌است. هیلگرمیسن ۲٬۲۱۴ نفر جمعیت دارد.